# Liste der Stolpersteine in Innlandet

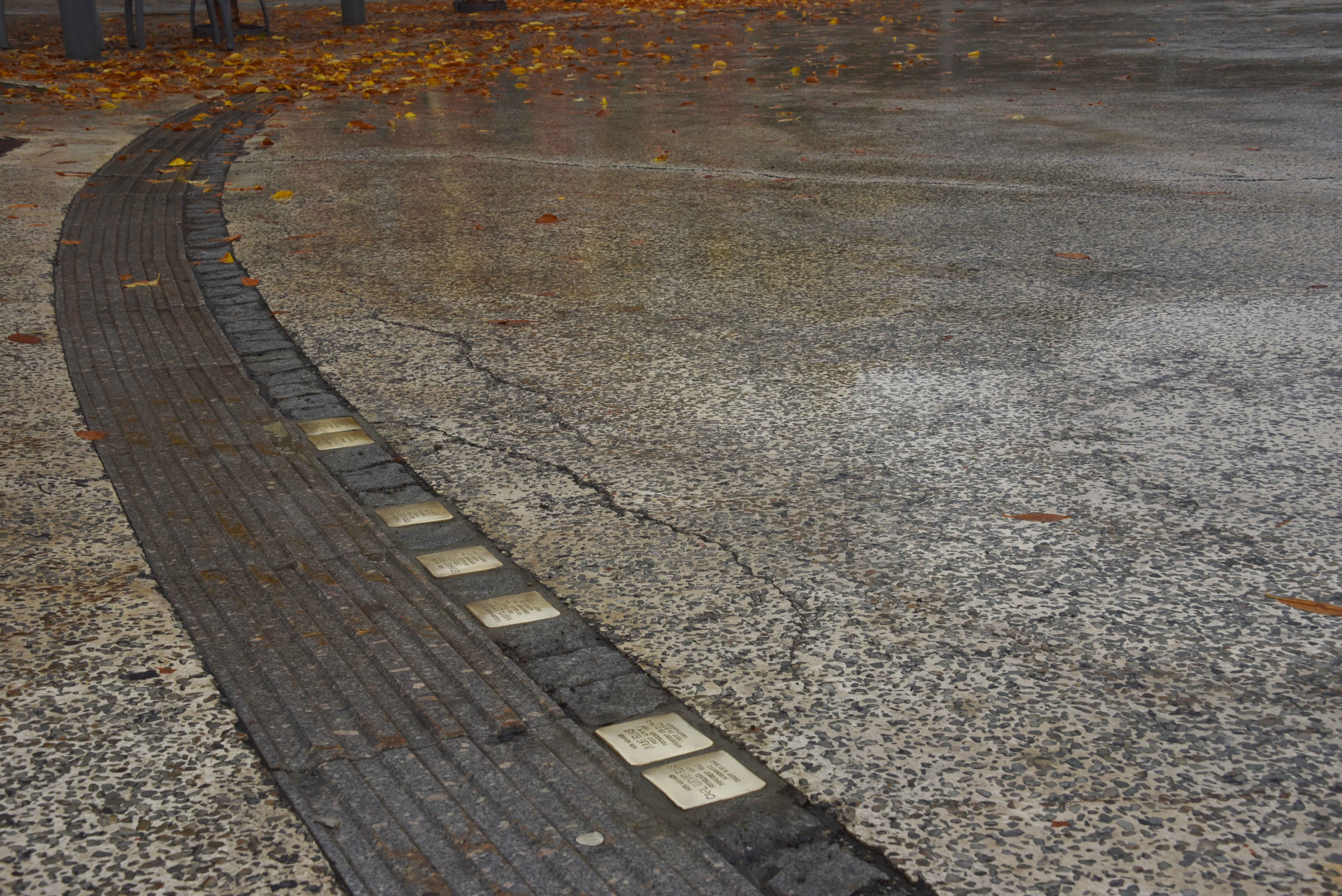
Stolpersteine in Lillehammer

Die Liste der Stolpersteine in Innlandet listet alle Stolpersteine in der norwegischen Provinz Innlandet auf. Stolpersteine erinnern an das Schicksal der Menschen, die von den Nationalsozialisten ermordet, deportiert, vertrieben oder in den Suizid getrieben wurden. Die Stolpersteine wurden vom Kölner Künstler Gunter Demnig konzipiert und werden im Regelfall von ihm selbst verlegt. Meistens liegen die Stolpersteine vor dem letzten selbstgewählten Wohnort des Opfers.
Die ersten Verlegungen in Innlandet fanden am 19. August 2013 in Elverum statt.

## Verlegte Stolpersteine

### Elverum
In Elverum wurden sieben Stolpersteine an zwei Adressen verlegt.
| Stolperstein | Übersetzung                                                                                             | Verlegeort   | Name, Leben |
| ------------ | --- | ------------ | --- |
|              | HIER ARBEITETE ARON LEVINSOHN GEBOREN 1900 DEPORTIERT 1942 AUSCHWITZ ERMORDET 4.1.1943                  | Storgata 1 · | Aron Levinsohn wurde am 9. Februar 1900 in Kristiania, wie Oslo damals hieß, geboren. Er war der Erstgeborene des Kaufmanns Moses Levinsohn (geb. 1866) und von Mina Michle geb. Fischer (geb. 1870). Er hatte fünf Geschwister. Seine Eltern stammten aus Litauen, waren aber bereits in den 1890er Jahren nach Norwegen gekommen. Die Familie lebte in der Hauptstadt, während sein Vater viele Jahre lang ein Geschäft in Hvittingfoss, heute zu Kongsberg gehörig, betrieb. Aron trat in die Fußstapfen seines Vaters und wurde Anfang der 1920er Jahre Kaufmann in Elverum. Am 15. August 1942 wurde er von der deutschen Sicherheitspolizei verhaftet, sein Geschäft wurde beschlagnahmt. Er war zuerst im Bezirksgefängnis Hamar inhaftiert, später im Polizeigefangenenlager Grini. Am 20. November 1942 wurde er mit dem M/S Monte Rosa deportiert, in Auschwitz wurde er zur Zwangsarbeit eingeteilt. Er kam am 4. Januar 1943 ums Leben. Seine Eltern und seine sieben Jahre jüngere Schwester Mina wurden ebenfalls im Zuge der Shoah ermordet. Für Eltern und Schwestern wurden am Olaf Ryes plass 12 in Oslo (Bezirk Grünerløkka) Stolpersteine verlegt. |
|              | IN ELVERUM WOHNTE JETTE LEA MARKUS GEB. LEVIN GEBOREN 1890 DEPORTIERT 1942 AUSCHWITZ ERMORDET 1.12.1942 | Storgata 6 · | Jette Lea Markus geb. Levin wurde am 13. Februar 1890 in Goldingen, Lettland, geboren. Ihre Eltern waren Isak Abraham Levin und Rachel Minna geb. Friedmann. Sie hatte sieben jüngere Geschwister, die letzten beiden bereits in Norwegen geboren. Jette Levin, ihre Mutter und fünf Geschwister waren 1902 emigriert, später kam der Vater nach Norwegen nach. Viele Jahre lang kümmerte sie sich um einige ihrer Geschwister. 1917 heiratete sie Selik Markus, der aus Litauen stammte. Er führte das Bekleidungsgeschäft S. Markus Manufaktur in Elverum. Das Paar hatte sechs Kinder: Martin (geb. 1918), Leif Sigurd (geb. 1919), Ingar Leon (geb. 1923), Liv (geb. 1925), Sylvia Annie (geb. 1926) und Ragnar (geb. 1937). Jette war Hausfrau und Näherin, eine erfahrene Kennerin der Hardanger-Sticktechnik. Im Jahr 1934 starben ihre Eltern im Abstand von einem Monat. Nach der deutschen Besatzung engagierten sich zumindest zwei ihrer Söhne im Widerstand. Leif Sigurd wurde im März 1942 verhaftet und zur Zwangsarbeit nach Nordnorwegen verschleppt. Die beiden anderen Söhne jedoch, Martin und Ingar, konnten nach Schweden flüchten. Der Ehemann und Familienvater wurde im August 1942 verhaftet und am 20. November 1942 mit der M/S Monte Rosa deportiert. Am 26. November 1942 wurden schließlich auch Jette Markus und ihre drei jüngsten Kinder festgenommen. Gemeinsam mit Leif Sigurd Markus wurden sie mit der M/S Donau nach Stettin und von dort in das Vernichtungslager Auschwitz deportiert. Jette Markus und ihre drei jüngsten Kinder wurden unmittelbar nach der Ankunft in den Gaskammern von Auschwitz ermordet. Ehemann und Sohn Leif Sigurd mussten in Auschwitz Zwangsarbeit leisten, beide kamen 1943 ums Leben. Die Söhne Martin und Ingar konnten die Shoah überleben, weiters auch zumindest zwei ihrer Schwestern und zwei ihrer Brüder. Die Söhne setzten die Widerstandsarbeit in Schweden fort und kehrten nach der Befreiung in ihre Heimat zurück. Inga Markus baute das väterliche Geschäft wieder auf, führte es viele Jahrzehnte und übergab es dann seinem Sohn. |
|              | IN ELVERUM WOHNTE LEIF SIGURD MARKUS GEBOREN 1919 DEPORTIERT 1942 AUSCHWITZ ERMORDET MAI 1943           | Storgata 6 · | Leif Sigurd Markus wurde am 22. August 1919 in Elverum geboren. Seine Eltern waren der Kaufmann Selik Markus und Jette Lea geb. Levin. Er hatte drei Brüder und zwei Schwestern. Als das NS-Regime Norwegen überfiel, nahm er im April 1940 an den Kämpfen teil und verteidigte seine Heimat. Während der Besatzungszeit engagierte er sich in der Widerstandsarbeit, was für einen Mann aus einer jüdischen Familie besonders gefährlich war. Er wurde angezeigt, weil er angeblich Flüchtlingstransporte mitorganisiert hatte, und wurde am 23. März 1942 verhaftet. Er wurde zur Zwangsarbeit nach Nordnorwegen verschleppt. Im August 1942 wurde sein Vater verhaftet, am 26. November 1942 seine Mutter und die drei jüngsten Geschwister. Zwei seiner Brüder war zuvor die Flucht in das neutrale Schweden gelungen. Ende November 1942 wurde er mit der M/S Donau nach Stettin und von dort im Viehwaggon in das Vernichtungslager Auschwitz deportiert. Mit an Bord des Schiffes und des Deportationszuges waren seine Mutter und die drei jüngsten Geschwister, die alle unmittelbar nach der Ankunft in den Gaskammern von Auschwitz ermordet wurden. Es ist nicht bekannt, ob er seiner Mutter an Bord des Schiffes oder des Zuges noch einmal begegnete. Der Vater war bereits am 20. November 1942 mit dem M/S Monte Rosa und dann mit dem Zug nach Auschwitz deportiert worden. Er kam im Januar 1943 ums Leben, Leif Sigurd wenige Monate später, im Mai 1943. |
|              | IN ELVERUM WOHNTE LIV MARKUS GEBOREN 1925 DEPORTIERT 1942 AUSCHWITZ ERMORDET 1.12.1942                  | Storgata 6 · | Liv Markus wurde am 23. Januar 1925 in Elverum geboren. Ihre Eltern waren Jette Lea, geborene Levin und Selik Markus. Liv Markus hatte fünf Geschwister. Ihr Vater führte das Bekleidungsgeschäft S. Markus Manufaktur in Elverum. Liv Markus’ älterer Bruder Leif Sigurd war Widerstandskämpfer, er wurde im März 1942 verhaftet, im August 1942 wurde ihr Vater verhaftet. Am 26. November 1942 wurde Liv während der Schulzeit verhaftet, ebenfalls verhaftet wurden an diesem Tag ihre Mutter und ihre zwei jüngeren Geschwister Sylvia Annie und Ragnar. Sie wurden mit der M/S Donau nach Stettin und von dort mit Viehwaggons in das Vernichtungslager Auschwitz deportiert. Mit auf dem Schiff befand sich auch ihr Bruder Leif Sigurd. Ob es nochmal zu einer Begegnung kam, ist unbekannt. Live Markus, ihre Schwester Sylvia Annie, ihr Bruder Ragnar sowie ihre Mutter wurden kurz nach Eintreffen des Deportationszuges in Auschwitz, am 1. Dezember 1942, in einer Gaskammer ermordet. Ihr Vater und ihr Bruder wurden ebenfalls in Auschwitz ermordet. Ihre Brüder Ingar und Martin hatten sich nach Schweden retten können und überlebten die Shoah. |
|              | IN ELVERUM WOHNTE RAGNAR MARKUS GEBOREN 1937 DEPORTIERT 1942 AUSCHWITZ ERMORDET 1.12.1942               | Storgata 6 · | Ragnar Markus wurde am 3. Juli 1937 in Elverum geboren. Er war das jüngste Kind von Selik Markus und Jette Lea, geborene Lein. Er hatte fünf Geschwister, sein Vater führte das Bekleidungsgeschäft S. Markus Manufaktur in Elverum. Am 26. November 1942 wurde er zusammen mit seinen Schwestern Liv und Sylvia Annie sowie seiner Mutter verhaftet. Mit dem Schiff M/S Donau wurden sie nach Stettin überstellt. An Bord befand sich auch sein Bruder Leif Sigurd, ein Widerstandskämpfer, der bereits im April desselben Jahres verhaftet worden war. Ob es noch zu einer Begegnung mit dem Bruder kam, ist unbekannt. Die Familie wurde von Stettin in das Vernichtungslager Auschwitz deportiert. Ragnar Markus, seine Schwestern und seine Mutter wurden dort kurz nach Einlangung des Deportationszuges am 1. Dezember 1942 in einer Gaskammer ermordet. Sein Vater und sein Bruder Leif Sigurd wurden ebenfalls in Auschwitz ermordet, seine zwei älteren Bruder hatten die Flucht nach Schweden geschafft und die Shoah überlebt. |
|              | HIER ARBEITETE SELIK MARKUS GEBOREN 1882 DEPORTIERT 1942 AUSCHWITZ ERMORDET JANUAR 1943                 | Storgata 6 · | Selik Markus, geborener Lipschitz, wurde am 23. Mai 1882 in Pikeliai, einem Dorf in Litauen geboren. Im Jahr 1899 kam er über Schweden nach Norwegen und nannte sich Markus. Im Jahr 1905 diente er im Jägerkorps und als Grenzschutz, zwei Jahre später. 1907, eröffnete er in Elverum das Bekleidungsgeschäft S. Markus Manufaktur. 1917 heiratete er Jette Lea Levin, geboren 1890 in Lettland. Das Paar bekam sechs Kinder: Martin (geboren 1918), Leif Sigurd (geboren 1919), Ingar Leon (geboren 1923), Liv (geboren 1925), Sylvia Annie (geboren 1926) und Ragnar (geboren 1937). Am 13. August 1942 wurde Selik Markus von der deutschen Sicherheitspolizei verhaftet und im Polizeihäftlingslager Grini inhaftiert. Sein Geschäft wurde beschlagnahmt, arisiert und an einen NS-Angehörigen übertragen. Mit dem Schiff Monte Rosa wurde er am 20. November 1942 nach Stettin und von dort in das Vernichtungslager Auschwitz deportiert. Selik Markus wurde hier im Januar 1943 ermordet. Sein Sohn Leif Sigurd war Widerstandskämpfer und wurde im Mai 1943 ermordet. Seine Frau und seine drei jüngsten Kinder wurden im Dezember 1942 ermordet. Sein Sohn Martin war Medizinstudent, als er sich nach Schweden rettete, auch Ingar flüchtete nach Schweden. Beide wurden dort Polizisten. Nach dem Krieg kehrten beide nach Elverum zurück, Ingar übernahm das Geschäft seines Vaters. Dieses führt inzwischen der Enkelsohn von Selik Markus, Petter Markus. Im Jahr 2007 erschien ein Buch über die Geschichte des Unternehmens und die Familie. |
|              | IN ELVERUM WOHNTE SYLVIA ANNIE MARKUS GEBOREN 1926 DEPORTIERT 1942 AUSCHWITZ ERMORDET 1.12.1942         | Storgata 6 · | Sylvia Annie Markus wurde am 10. Oktober 1926 in Elverum geboren. Sie war eines von sechs Kindern von Selik Markus und Jette Lea, geborene Levin. Ihr Vater führte das Bekleidungsgeschäft S. Markus Manufaktur in Elverum. Sie besuchte das Gymnasium. Am 26. November 1942 wurde sie verhaftet, ebenso ihre Mutter, ihre Schwester Liv und ihr jüngster Bruder Ragnar. Sie wurden mit der M/S Donau nach Stettin transportiert, auf dem Schiff befand sich auch ihr Bruder Leif Sigurd, ein Widerstandskämpfer, der einige Monate zuvor verhaftet worden war. Ob es auf dem Schiff und dem weiteren Transport in das Vernichtungslager Auschwitz noch zu einem Treffen mit dem Bruder kam, ist nicht bekannt. Sylvia Annie Markus, ihre Mutter sowie ihre Geschwister Ragnar und Liv wurden am 1. Dezember 1942, kurz nach Einlangung des Transportes in Auschwitz, ermordet. Ihr Bruder Leif Sigurd und ihr Vater wurden ebenfalls in Auschwitz ermordet. Ihre anderen beiden Brüder konnten sich nach Schweden retten und überlebten die Shoah. |

### Gjøvik
In Gjøvik wurden fünf Stolpersteine an einer Adresse verlegt.
| Stolperstein | Übersetzung                                                                                        | Verlegeort            | Name, Leben |
| ------------ | -------------------------------------------------------------------------------------------------- | --------------------- | --- |
|              | IN GJØVIK WOHNTE ARNOLD JAFFE GEBOREN 1927 DEPORTIERT 1942 AUSCHWITZ ERMORDET 1.12.1942            | Sommerfeldts gate 3 · | Arnold Jaffe wurde 1927 in Gjøvik als jüngster Sohn von Samson Jaffe und Ruth geb. Zuckermann geboren. Er hatte zwei Brüder, Mendel und Robert. Die Familie hatte zuvor in Horten und in Lillestrøm gelebt. Jeder der drei Söhne war in einer anderen Stadt zur Welt gekommen. Arnold war Gymnasiast. Am 26. Oktober 1942 wurden er, sein Vater und die Brüder festgenommen und in das Lager Berg bei Tønsberg verschleppt, wo sie einen Monat unter erbärmlichen Konditionen verbrachten. Danach wurde auch die Mutter verhaftet und die gesamte Familie wurde am 26. November 1942 mit dem Frachtschiff Donau nach Stettin deportiert. An Bord waren insgesamt 532 Juden aus Norwegen, darunter auch Arnolds Großvater, drei Onkel, drei Tanten und mehrere Cousins. Gemeinsam mit seinen Eltern wurde Arnold Jaffe unmittelbar nach der Ankunft in Auschwitz am 1. Dezember 1942 in einer der Gaskammern ermordet. Die Brüder wurden zur Zwangsarbeit selektiert und auf diese Weise ermordet. Robert kam Mitte Januar 1943 um, Mendels Todesdatum ist unbekannt. |
|              | IN GJØVIK WOHNTE MENDEL JAFFE GEBOREN 1920 DEPORTIERT 1942 AUSCHWITZ ERMORDET                      | Sommerfeldts gate 3 · | Mendel Jaffe wurde 1920 in Horten als ältester Sohn von Samson Jaffe und Ruth geb. Zuckermann geboren. Er hatte zwei Brüder, Robert, Jg. 1924, und Arnold, Jg. 1927. Die Familie übersiedelte in der Folge nach Lillestrøm und schließlich nach Gjøvik. Mendel war Lehrling, er wollte Fotograf werden. Am 26. Oktober 1942 wurden er, sein Vater und die Brüder festgenommen und in das Lager Berg bei Tønsberg verschleppt, wo sie einen Monat unter erbärmlichen Konditionen verbrachten. Danach wurde auch die Mutter verhaftet und die gesamte Familie wurde am 26. November 1942 mit dem Frachtschiff Donau nach Stettin deportiert. An Bord waren insgesamt 532 Juden aus Norwegen, darunter auch Mendels Großvater, drei Onkel, drei Tanten und mehrere Cousins. Unmittelbar nach der Ankunft in Auschwitz am 1. Dezember 1942 wurden seine Eltern und der jüngste Bruder, Arnold, in einer der Gaskammern ermordet. Mendel Jaffe und sein Bruder Robert überstanden die Selektion an der Rampe und wurden zur Zwangsarbeit eingeteilt. Robert Jaffe kam bereits Mitte Januar 1943 um. Das Todesdatum von Mendel Jaffe ist unbekannt. |
|              | IN GJØVIK WOHNTE ROBERT JAFFE GEBOREN 1924 DEPORTIERT 1942 AUSCHWITZ ERMORDET 16.1.1943            | Sommerfeldts gate 3 · | Robert Jaffe wurde 1924 in Lillestrøm als zweitältester Sohn von Samson Jaffe und Ruth geb. Zuckermann geboren. Er hatte zwei Brüder, Mendel, Jg. 1920, und Arnold, Jg. 1927. Die Familie hatte zuvor in Horten gelebt und übersiedelte später nach Gjøvik. Mendel war Gymnasiast. Am 26. Oktober 1942 wurden er, sein Vater und die Brüder festgenommen und in das Lager Berg bei Tønsberg verschleppt, wo sie einen Monat unter erbärmlichen Konditionen verbrachten. Danach wurde auch die Mutter verhaftet und die gesamte Familie wurde am 26. November 1942 mit dem Frachtschiff Donau nach Stettin deportiert. An Bord waren insgesamt 532 Juden aus Norwegen, darunter auch Roberts Großvater, drei Onkel, drei Tanten und mehrere Cousins. Unmittelbar nach der Ankunft in Auschwitz am 1. Dezember 1942 wurden seine Eltern und der jüngere Bruder, Arnold, in einer der Gaskammern ermordet. Mendel und Robert Jaffe überstanden die Selektion an der Rampe und wurden zur Zwangsarbeit eingeteilt. Robert Jaffe kam bereits Mitte Januar 1943 in Auschwitz ums Leben. Das Todesdatum von Mendel Jaffe ist unbekannt. |
|              | HIER ARBEITETE RUTH JAFFE GEB. ZUCKERMAN GEBOREN 1897 DEPORTIERT 1942 AUSCHWITZ ERMORDET 1.12.1942 | Sommerfeldts gate 3 · | Ruth Jaffe geb. Zuckermann wurde 1897 in Trondheim geboren. Ihr Vater, Abraham Mauritz Zuckermann (1870–1926), stammte aus Polen. Sie machte eine Ausbildung zur Buchhändlerin und heiratete Samson Jaffe, der aus Oslo stammte. Das Paar lebte an verschiedenen Orten in Ostnorwegen, darunter Horten, Lillestrøm und Gjøvik, und bekam drei Söhne, Mendel, Jg. 1920, Robert Jg. 1924, und Arnold, Jg. 1927. Jeder der Söhne wurde an einem anderen Ort geboren. Ruth Jaffe war nicht nur Hausfrau und Mutter, sie führte auch gemeinsam mit ihrem Ehemann ein Geschäft. Im Laden wurden unter anderem Küchenutensilien, Spielzeug und selbst produzierte Zigaretten verkauft. Am 26. Oktober 1942 wurden der Ehemann und die Söhne verhaftet, einen Monat später holten NS-Schergen auch Ruth Jaffe. Sie wurde in den Hafen von Oslo verschleppt, wo das Frachtschiff Donau am Kai lag. Die gesamte Familie Jaffe wurde am 26. November 1942 zuerst mit der Donau nach Stettin und danach in Viehwaggons auf einer dreitägigen Zugfahrt nach Auschwitz deportiert. Unmittelbar nach der Ankunft in Auschwitz am 1. Dezember 1942 wurden Ruth Jaffe, ihr Ehemann und ihr jüngster Sohn in einer der Gaskammern ermordet. Auch die beiden älteren Söhne wurden im Zuge der Shoah ermordet. Mendel und Robert Jaffe überstanden zwar die Selektion an der Rampe und wurden zur Zwangsarbeit eingeteilt. Robert Jaffe kam jedoch bereits Mitte Januar 1943 in Auschwitz ums Leben, Mendel Jaffe zu einem unbekannten Zeitpunkt. |
|              | HIER ARBEITETE SAMSON JAFFE GEBOREN 1887 DEPORTIERT 1942 AUSCHWITZ ERMORDET 1.12.1942              | Sommerfeldts gate 3 · | Samson Jaffe wurde 1887 in Oslo als Sohn von Markus Jaffe, geb. 1861 in Litauen, und Bertha Marie geb. Tarell, aus Polen stammend, geboren. Er wurde Tabakarbeiter, später Kaufmann. Er heiratete Ruth geb. Zuckermann, die aus Trondheim stammte. Das Paar lebte an verschiedenen Orten in Ostnorwegen, ihre drei Söhne wurden an drei verschiedenen Orten geboren, in Horten, Lillestrøm und Gjøvik. Das Ehepaar betrieb schließlich einen Laden in Gjøvik. Dort wurden Küchenutensilien verkauft, weiters Spielzeug und Zigarren, die von Samson Jaffe selbst gedreht wurden. Am 26. Oktober 1942 wurden Samson Jaffe und die drei Söhne verhaftet und in das Lager Berg bei Tønsberg verschleppt, wo sie einen Monat unter erbärmlichen Konditionen verbrachten. Danach wurde auch seine Ehefrau verhaftet und die gesamte Familie wurde am 26. November 1942 mit dem Frachtschiff Donau nach Stettin deportiert. An Bord waren insgesamt 532 Juden aus Norwegen, darunter auch zahlreiche weitere Verwandte. Unmittelbar nach der Ankunft in Auschwitz am 1. Dezember 1942 wurden Samson Jaffe, seine Ehefrau und der jüngste Sohn, Arnold, in einer der Gaskammern ermordet. Auch die beiden älteren Söhne wurden im Zuge der Shoah ermordet. Mendel und Robert Jaffe überstanden zwar die Selektion an der Rampe und wurden zur Zwangsarbeit eingeteilt. Robert Jaffe kam jedoch bereits Mitte Januar 1943 in Auschwitz ums Leben, Mendel Jaffe zu einem unbekannten Zeitpunkt.                                        |

### Hamar
In Hamar wurde ein Stolperstein verlegt.
| Stolperstein | Übersetzung | Verlegeort       | Name, Leben |
| ------------ | --- | ---------------- | --- |
|              | HIER ENDETE DAS LEBEN VON FRITZ ROBERT MANKIEWICZ GEBOREN 1872 VERHAFTET 26.10.1942 KREISGEFÄNGNIS HAMAR TOT 27.10.1942 | Grønnegata 131 · | Fritz Robert Mankiewicz wurde 1872 in Posen, damals Preußen, heute Polen, geboren. Er war Oberamtmann und Vorsitzender des Landwirtschaftsverbandes in Schleswig-Holstein. Als das Leben für Juden in Deutschland unerträglich wurde, entschied er sich 1939 zur Flucht nach Norwegen. Das Geschwisterpaar Amalie und Johan Christie, welches den Bauernhof Vidarshov in Hamar besaß, war bereit ihn aufzunehmen und die Bürgschaft in Höhe von 5.000 Kronen für ihn zu stellen. Denn für die norwegischen Behörden galt rassistische Verfolgung nicht als Aufenthaltsgrund. Der alte Mann begann, norwegisch zu lernen und er korrespondierte mit Verwandten und Freunden im In- und Ausland. Am 26. Oktober 1942 wurde er von örtlichen Polizeieinheiten festgenommen und in das Bezirksgefängnis Hamar eingeliefert. In der Nacht seiner Festnahme nahm er sich das Leben. Tochter Gisela (aus erster Ehe) konnte in den 1930er Jahren nach Brasilien flüchten. Jeanne Grosset-Mankiewicz, seine zweite Ehefrau, war keine Jüdin. Sie starb 1960 in England. |

### Lillehammer
In Lillehammer wurden am 3. Juni 2021 sieben Stolpersteine an einer Stelle verlegt. Die Opfer aus Lillehammer waren durchgehend Flüchtlinge bzw. bereits Emigrierte, die sich in Norwegen in Sicherheit wähnten – bis das Dritte Reich im Frühjahr 1940 auch Norwegen überfiel und besetzte.
| Stolperstein | Übersetzung | Verlegeort         | Name, Leben |
| ------------ | --- | ------------------ | --- |
|              | ZUM GEDENKEN CARL LUDVIG ELIAS GEBOREN 1891 DEPORTIERT 1942 AUSCHWITZ ERMORDET 1.1.1942                          | Jernbanetorget 2 · | Carl Ludvig Elias wurde 1891 in Berlin als einziges Kind von Julius Elias (1861–1927) und Julie Elias geb. Levin (1866–1943) geboren. Sein Vater war Kulturhistoriker, seine Mutter Modekolumnistin. Er promovierte in Rechtswissenschaften an der Friedrich-Wilhelms-Universität zu Berlin und wurde Rechtsanwalt. Sein Vater war mit Henrik Ibsen eng befreundet, war Mitherausgeber seiner Werke in deutschen Übersetzungen und fungierte als Testamentsvollstrecker. Der Sohn spezialisierte sich auf Urheberrechtsfragen und beriet später Bergliot Ibsen, die Schwiegertochter und Erbin des Dichters. Carl Ludvig Elias blieb unverheiratet. 1938, als die rechtliche und soziale Lage von Juden in Deutschland unerträglich geworden war, flüchteten er und seine Mutter nach Norwegen. Ein früherer Mitarbeiter seines Vaters, Halvdan Koht, nunmehr Außenminister, befürwortete die Aufenthaltserlaubnis. Mutter und Sohn wähnten sich in Sicherheit bis Hitlerdeutschland überraschend im Jahr 1940 auch Norwegen überfiel und besetzte. Am 27. Oktober 1942 wurde der Rechtsanwalt von örtlichen Polizeikräften festgenommen und in das Gefängnis Bredtveit in Oslo überstellt. Am nächsten Tag kam er in das Gefangenenlager Berg nahe Tønsberg. Von dort wurde er mit dem Frachter Donau am 26. November 1942 nach Stettin und dann im Viehwaggon in das Vernichtungslager Auschwitz deportiert. Er wurde unmittelbar nach seiner Ankunft im Lager am 1. Dezember 1942 in einer Gaskammer ermordet. Seine Mutter wurde am 26. November 1942 in Lillehammer festgenommen, jedoch aufgrund ihres Herzleidens nicht deportiert. Sie starb am 23. August 1943 in einem Krankenhaus nahe Lillehammer. Als sie 1938 nach Norwegen kamen, brachten Carl Ludvig und Julie Elias viele wertvolle Kunstwerke mit, darunter Gemälde von Manet, Monet, Cézanne, Pissarro und Toulouse-Lautrec. Diese wurden während des Krieges im Kunstindustrimuseet in Oslo deponiert und später außer Landes gebracht. Weitere sieben Gemälde sowie eine unbekannte Zahl von Pastellen, Aquarellen und Druckgrafiken verblieben in Lillehammer in der Obhut eines Treuhänders. Das Schicksal der meisten dieser Bilder ist unbekannt. |
|              | ZUM GEDENKEN JULIE ELIAS GEB. LEVIN GEBOREN 1866 VERHAFTET 1942 GESTORBEN 26.8.1943 LILLEHAMMER                  | Jernbanetorget 2 · | Julie Elias geb. Levin wurde am 6. Juni 1866 in Berlin geboren. Ihre Eltern waren Albert Louis Levin und Bertha geb. Goldschmidt. Sie hatte eine jüngere Schwester, Emma, später verehel. Schönflies (1868–1939). 1888 heiratete sie in Berlin den Kunst- und Literaturhistoriker Julius Elias (1861–1927). 1891 kam der einzige Sohn, Carl Ludvig, zur Welt. Julie Elias betätigte sich als Journalistin und Modekolumnistin, sie veröffentlichte auch Kochbücher. Von 1915 bis 1929 arbeitete sie für das Berliner Tageblatt. Ihr Ehemann war mit Henrik Ibsen eng befreundet und arbeitete auch mit ihm zusammen. Er war auch ein passionierter Kunstsammler und hinterließ seiner Frau und seinem Sohn eine bedeutende Sammlung impressionistischer Werke. Nach der Machtergreifung Hitlers und der NSDAP im Januar 1933 wurden der Familie große Teile ihrer Kunstsammlung entwendet. Der Sohn, inzwischen Rechtsanwalt, konnte nicht mehr praktizieren, Julie Elias durfte nicht mehr publizieren. Mutter und Sohn entschlossen sich zur Flucht nach Norwegen. Ein früherer Mitarbeiter ihres Mannes, Halvdan Koht, nunmehr Außenminister, befürwortete die Aufenthaltserlaubnis. Mutter und Sohn wähnten sich in Sicherheit bis Hitlerdeutschland überraschend im Jahr 1940 auch Norwegen überfiel und besetzte. Am 27. Oktober 1942 wurde der Sohn von örtlichen Polizeikräften festgenommen und nach Oslo verschleppt. Julie Elias war mit einem schweren Herzleiden bettlägerig, doch auch sie wurde am 26. November 1942 von norwegischen Polizisten festgenommen. Am selben Tag wurde ihr Sohn mit dem Frachter Donau nach Deutschland und von dort nach Auschwitz deportiert, sie wurde, weil nicht mehr transportfähig, in das Krankenhaus Ullevål gebracht. Ihr Sohn wurde unmittelbar nach seiner Ankunft in Auschwitz am 1. Dezember 1942 in einer Gaskammer ermordet. Sie selbst starb am 23. August 1943 in einem Krankenhaus nahe Lillehammer. Ihr Leben wurde durch die Festnahme und die Trennung von ihrem Sohn unzweifelhaft verkürzt. Als sie 1938 nach Norwegen kamen, brachten Carl Ludvig und Julie Elias jene Kunstwerke mit, die ihnen verblieben waren, darunter Gemälde von Manet, Monet, Cézanne, Pissarro und Toulouse-Lautrec. Diese wurden während des Krieges im Kunstindustrimuseet in Oslo deponiert und später außer Landes gebracht. Weitere sieben Gemälde sowie eine unbekannte Zahl von Pastellen, Aquarellen und Druckgrafiken verblieben in Lillehammer in der Obhut eines Treuhänders. Das Schicksal der meisten dieser Bilder ist unbekannt. |
|              | IN LILLEHAMMER WOHNTE STEPHANIE HIRSCH GEB. SZAMATOLSKI GEBOREN 1875 DEPORTIERT 1942 AUSCHWITZ ERMORDET 1.1.1942 | Jernbanetorget 2 · | Stephanie Hirsch geb. Szamatolski war eine deutsch-jüdische Hausfrau. Sie wurde 1875 in Berlin als Tochter von Siegmund Szamatolski und dessen Frau, Marie geb. Jelenkiewicz, geboren. Sie heiratete den Rechtsanwalt Felix Hirsch, bekam zwei Kinder, Charlotte und Felix jr., und wurde schon in jungen Jahren – 1901 – Witwe. Im März 1940 kam sie aus Berlin nach Norwegen – mit der Absicht, in die USA zu ihrem Sohn weiterzureisen. Die deutsche Besatzung Norwegens verunmöglichte die Abreise und die Frau ließ sich auf Fåberg in Lillehammer nieder, in einem Untermietzimmer bei der Familie Liungh. Am 25. November 1942 wurde Stephanie Hirsch von örtlichen Polizeikräften festgenommen. Am nächsten Tag wurde sie nach Akershuskaia in Oslo überstellt und schließlich mit dem Frachter Donau deportiert. Die Reise ging nach Stettin und von dort ins Vernichtungslager Auschwitz. Unmittelbar nach ihrer Ankunft in Auschwitz am 1. Dezember 1942 wurde Stephanie Hirsch in die Gaskammer geschickt und ermordet. Ihre Kinder Charlotte und Felix überlebten das NS-Regime. Stephanie Hirsch hat in den USA viele Nachkommen. Ihr Vermieter gab in einem Brief einen kleinen Einblick in ihr Leben in Lillehammer: „Frau Hirsch war ein seltener Mensch, ein guter Mensch. Jeder, der mit ihr in Kontakt kam, schätzte sie sehr. Sie war äußerst intelligent und hatte viele Interessen. Beispielsweise lernte sie sehr schnell die norwegische Sprache. [...] Meine Frau und ich haben alles getan, damit sie sich hier wie zu Hause fühlt [...]“ |
|              | IN LILLEHAMMER WOHNTE MARTA LEOPOLD GEB. ZELLER GEBOREN 1882 DEPORTIERT 1942 AUSCHWITZ ERMORDET 1.12.1942        | Jernbanetorget 2 · | Marta Leopold geb. Zeller, geboren 1882, war Witwe, als sie 1938 von Dänemark kommend in Norwegen Schutz als Flüchtling suchte. Sie hatte zwei Söhne, Alfred, der die Mutter begleitete, und Albin, der 1936 nach Südafrika geflüchtet war. Mutter und Sohn kauften 1939 ein Haus in Lillehammer, lebten sich gut ein und knüpften Beziehungen. Ein Jahr später besetzten die Deutschen das Land. Am 26. September 1940 wurde ein Haftbefehl für Alfred Leopold ausgestellt, doch erlangte er davon Kenntnis und konnte in letzter Minute nach Schweden flüchten. Die NS-Besatzer beschlagnahmten das Haus und im August 1941 musste Marta Leopold ausziehen. Sie war danach auf Notunterkünfte bzw. ein kleines Untermietzimmer angewiesen. Die Gestapo verhaftete sie am 7. November 1942, verschleppte sie in das Polizeihäftlingslager Grini und deportierten sie am 26. November 1942 mit der Donau nach Stettin und von dort im Viehwaggon in das Vernichtungslager Auschwitz. Es gibt zwei Versionen, wie sie ums Leben kam: Entweder starb sie schon während des Transports oder unmittelbar nach der Ankunft des Zuges am 1. Dezember 1942 in einer Gaskammer. Beide Söhne überlebten die Shoah. Nachkommen von Marta Leopold leben in Dänemark und Südafrika. |
|              | ZUM GEDENKEN LEONARD BENJAMIN ORNSTEIN GEBOREN 1868 DEPORTIERT 1943 AUSCHWITZ ERMORDET 3.3.1943                  | Jernbanetorget 2 · | Leonard Benjamin Ornstein, geboren 1868 in Rotterdam, war ein niederländischer Kaufmann. 1901 heiratete er Antonia Helena Lommerde, eine Witwe mit zwei Kindern. Mit ihr hatte er zwei gemeinsame Kinder, Leonarde Antonia und Julien Leonard. Wenig später emigrierte die Familie nach England und die Kinder wurden britische Staatsbürger. Im Frühjahr 1940 hielt er sich in Norwegen auf, wurde vom deutschen Überfall auf Norwegen überrascht und konnte nicht mehr zu Frau und Kindern, die in England geblieben waren, zurückkehren. Er wurde am 22. September 1942 von der Gestapo aus seinem Pensionszimmer in Lillehammer abgeholt, in das Polizeihäftlingslager Grini verschleppt und am 25. Februar 1943 mit der Gotenland nach Stettin deportiert. Von dort wurde er im Viehwaggon in das Vernichtungslager Auschwitz weiterdeportiert und unmittelbar nach seiner Ankunft am 3. März 1943 in einer Gaskammer ermordet. |
|              | IN LILLEHAMMER WOHNTE KAROLINE TREBITSCH GEB. SALZER GEBOREN 1880 DEPORTIERT 1943 AUSCHWITZ ERMORDET 3.3.1943    | Jernbanetorget 2 · | Karoline Trebitsch geb. Salzer wurde am 3. September 1880 in Wien geboren. Ihre Eltern waren Sámuel Salzer und Juliánna geb. Gestetner. Sie hatte mehrere Geschwister. Sie heiratete den Handelsvertreter Ludvig Trebitsch, ebenfalls ein Wiener, und wanderte mit ihm 1909 in die Niederlande aus. Das Paar hatte zwei Kinder, Ilse (1904–1995) und Alfred. Im April 1939 flüchteten die Eheleute von Amsterdam nach Oslo, Krieg und Besatzung der Niederlande voraussehend. Ein Jahr später übersiedelten sie nach Lillehammer. Im Februar 1942 nahm sich ihr Ehemann das Leben. Er war damals 75 Jahre alt. Karoline Trebitsch wurde von den deutschen Besatzern festgenommen. Sie wurde am 25. Februar 1943 mit der Gothenland nach Stettin und von dort im Viehwaggon nach Auschwitz deportiert. Sie kam am 3. März 1943 an und wurde unmittelbar nach der Ankunft in einer der Gaskammern ermordet. Beide Kinder konnten die Shoah in den Niederlanden bzw. in Frankreich überleben. Die Tochter hatte den Juristen Gerhard Taussig (1904–1975) geheiratet und hatte mit ihm zumindest zwei Kinder. |
|              | IN LILLEHAMMER WOHNTE LUDVIG TREBITSCH GEBOREN 1867 BEENDETE SEIN LEBEN FEB. 1942                                | Jernbanetorget 2 · | Ludvig Trebitsch, geboren am 20. Dezember 1867 in Wien. Seine Eltern waren Leopold Trebitsch und Regine geb. Eisler. 1909 wanderte er mit seiner Frau, Karoline geb. Salzer, und den Kindern in die Niederlande aus. Das Paar hatte zwei Kinder, Ilse und Alfred. Er arbeitete als Vertreter für die englische Firma Gestetner, einen der ersten Hersteller von Kopiermaschinen, gegründet von einem entfernten Verwandten seiner Frau. Im April 1939 flüchteten die Eheleute von Amsterdam nach Oslo, Krieg und Besatzung der Niederlande voraussehend. Ein Jahr später übersiedelten sie nach Lillehammer. Im Frühjahr 1940 eroberten und besetzten Truppen des NS-Regimes das Land. Im Februar 1942 nahm sich Ludvig Trebitsch das Leben. Er wurde in Lillehammer bestattet. Seine sterblichen Überreste wurden nach dem Abzug der deutschen Besatzer exhumiert und am Jüdischen Friedhof Helsfyr in Oslo beerdigt. Seine Ehefrau wurde am 25. Februar 1943 mit der Gothenland nach Stettin und von dort im Viehwaggon nach Auschwitz deportiert. Sie kam am 3. März 1943 an und wurde sogleich in einer der Gaskammern ermordet. Die gemeinsamen Kinder konnten die Shoah in den Niederlanden bzw. in Frankreich überleben. |

### Sør-Fron
In Sør-Fron wurden drei Stolpersteine an einer Adresse verlegt, sie sind Geschwistern gewidmet.
| Stolperstein | Übersetzung                                                                                | Verlegeort       | Name, Leben |
| --- | ------------------------------------------------------------------------------------------ | ---------------- | --- |
| Bild gesucht Der Benutzer GeorgDerReisende ( Diskussion ) wünscht sich an dieser Stelle ein Bild vom Ort mit diesen Koordinaten 61.571163 9.916822 . Motiv: Stolpersteine für Familie Karpol Falls du dabei helfen möchtest, erklärt die Anleitung , wie das geht. BW | IN SØR-FRON WOHNTE ESTHER KARPOL GEBOREN 1903 DEPORTIERT 1942 AUSCHWITZ ERMORDET 1.12.1942 | Kongsvegen 310 · | Esther Karpol wurde 25. Dezember 1903 in Krødsherad geboren. Sie war das jüngste von drei Kindern von Gerson Karpol und dessen Frau Jette geb. Wald. Ihre Geschwister waren Klara (geb. 1899) und Samuel (geb. 1901). Die Eltern waren 1896 aus Litauen eingewandert, ihr Vater arbeitete bis 1918 als Handelsreisender in Südnorwegen. Dann kaufte er drei Bauernhöfe im Dorfe Sør-Fron und die Familie widmete sich fortan der Landwirtschaft. Esther Karpol absolvierte eine dreijährige Ausbildung zur Krankenschwester und arbeitete danach in einer Leitungsfunktion im Jüdischen Waisenhaus von Oslo. Sie war unverheiratet. Im Frühjahr 1942 kehrte sie auf den väterlichen Hof zurück und sorgte für die kranke Mutter. Am 26. Oktober 1942 wurden Vater und Bruder von örtlichen Polizeikräften festgenommen und nach Lillehammer verschleppt. Der Vater wurde in der Folge wieder freigelassen. Einen Monat später wurden auch Esther und ihre Schwester festgenommen und nach Oslo transportiert. Von Akershuskaia aus wurden die Schwestern mit der Donau nach Stettin und von dort in das Vernichtungslager Auschwitz deportiert. Unmittelbar nach ihrer Ankunft wurden beide am 1. Dezember 1942 in einer der Gaskammern ermordet. Auch ihr Bruder Samuel wurde deportiert und im Zuge der Shoah in Auschwitz ermordet. Die Eltern waren sehr schwach und gebrechlich und entgingen knapp der Deportation und Ermordung. Sie starben 1947 und wurden auf dem jüdischen Friedhof Helsfyr in Oslo beigesetzt. |
| | IN SØR-FRON WOHNTE KLARA KARPOL GEBOREN 1899 DEPORTIERT 1942 AUSCHWITZ ERMORDET 1.12.1942  | Kongsvegen 310 · | Klara Karpol wurde 25. August 1899 in Kristiana, wie Oslo damals hieß, geboren. Sie war das älteste von drei Kindern von Gerson Karpol und dessen Frau Jette geb. Wald. Ihre Geschwister waren Samuel (geb. 1901) und Esther (geb. 1903). Die Eltern waren 1896 aus Litauen eingewandert, ihr Vater arbeitete bis 1918 als Handelsreisender in Südnorwegen. Dann kaufte er drei Bauernhöfe im Dorfe Sør-Fron und die Familie widmete sich fortan der Landwirtschaft. Klara Karpol absolvierte höhere Schulen und eine Ausbildung zur Büroangestellten. Sie war unverheiratet. Im Frühjahr 1942 arbeitete sie als Bürodame in Oslo. Am 26. Oktober 1942 wurden Vater und Bruder von örtlichen Polizeikräften festgenommen und nach Lillehammer verschleppt. Ihre Mutter war pflegebedürftig und wurde von der Schwester versorgt. Nach den Verhaftungen fuhr auch Klara nach Sør-Fron um Mutter und Schwester beizustehen. Der Vater wurde in der Folge wieder freigelassen. Einen Monat später wurden Esther und Klara Karpol festgenommen und nach Oslo transportiert. Von Akershuskaia aus wurden die Schwestern mit der Donau nach Stettin und von dort in das Vernichtungslager Auschwitz deportiert. Im selben Transport befand sich auch ihr Bruder. Unmittelbar nach ihrer Ankunft am 1. Dezember 1942 wurden die Schwestern in einer der Gaskammern ermordet. Der Bruder kam am 13. Januar 1943 in Auschwitz ums Leben. Ihre Eltern waren sehr schwach und gebrechlich. Sie entgingen knapp der Deportation und Ermordung, sie starben 1947. |
| | IN SØR-FRON WOHNTE SAMUEL KARPOL GEBOREN 1901 DEPORTIERT 1942 AUSCHWITZ ERMORDET 13.1.1943 | Kongsvegen 310 · | Samuel Karpol wurde am 7. Februar 1901 in Drammen geboren. Seine Eltern waren Gerson Karpol und dessen Frau Jette geb. Wald. Er hatte zwei Schwestern, Klara (geb. 1899) und Esther (geb. 1903). Die Eltern waren 1896 aus Litauen eingewandert, sein Vater arbeitete bis 1918 als Handelsreisender in Südnorwegen. Dann kaufte er drei Bauernhöfe im Dorfe Sør-Fron und die Familie widmete sich fortan der Landwirtschaft. Samuel Karpol leistete seinen Militärdienst, arbeitete als Bauer und Schriftsteller und betätigte sich im Vereinsleben der Gemeinde. Er war unverheiratet. Im Frühjahr 1942 kehrte seine Schwester Esther auf den väterlichen Hof zurück um sich um die kranke Mutter zu kümmern. Am 26. Oktober 1942 wurden er und sein Vater von örtlichen Polizeikräften festgenommen und nach Lillehammer verschleppt. Am nächsten Tag wurde Samuel Karpol in das Gefängnis Bredtveit in Oslo überstellt, später kam er in das Gefangenenlager Berg außerhalb von Tønsberg. Sein Vater wurde in der Folge wieder freigelassen. Einen Monat nach seiner Verhaftung wurden auch seine Schwestern festgenommen und nach Oslo transportiert. Von Akershuskaia aus wurden die Schwestern mit der Donau nach Stettin und von dort in das Vernichtungslager Auschwitz deportiert. Auch Samuel Karpol war an Bord. Es ist nicht bekannt, ob er seinen Schwestern noch ein letztes Mal begegnete. Unmittelbar nach ihrer Ankunft wurden Klara und Esther Karpol am 1. Dezember 1942 in einer der Gaskammern ermordet. Samuel Karpol wurde zur Zwangsarbeit eingeteilt, er starb er am 13. Januar 1943. Die Eltern waren sehr schwach und gebrechlich und entgingen knapp der Deportation und Ermordung. Sie starben 1947 und wurden auf dem jüdischen Friedhof Helsfyr in Oslo beigesetzt. |

## Verlegedaten
- 19. August 2013: Elverum
- 2. Juni 2015: Hamar
- Juni 2016: Gjøvik
- 6. Juni 2018: Sør-Fron
- 3. Juni 2021: Lillehammer